# Средне-Аргынский район
Средне-Аргынский район — единица административного деления Атбасарского уезда Акмолинской губернии Киргизской АССР, существовавшая с мая 1920 по июль 1922.
Средне-Аргынский район был образован в составе Атбасарского уезда Акмолинской губернии 11 мая 1920 года. Центром района было назначено урочище Кара-Кони. В район входило 18 кочевых волостей: Алексеевская, Алькинская, Амантайская, Атбасарская, Бес-Обинская, Денгизская, Джана-Денгизская, Джаргаинская, Екинши-Джаргаинская, Кентюбекская, Кзыл-Кульская, Киреевская, Майлинская, Саратовская, Столыпинская, Тарактинская, Терсакканская, Токтаульская.
17 февраля 1922 года Екинши-Джаргаинская волость была присоединена к Джаргаинской, Кентюбекская и Тарактинская — к Бес-Обинской.
27 февраля 1922 года Кзыл-Кульская, Саратовская и Токтаульская волости были присоединены к Терсакканской.
14 марта 1922 года Алькинская и Столыпинская волости были присоединены к Денгизской, Атбасарская — к Амантийской, Джана-Денгизская — к Киреевской, Майлинская — разделена между Амантайской и Киреевской.
26 июля 1922 года Средне-Аргынский район был упразднён, а входившие в него волости отошли в прямое подчинение Атбасарскому уезду.